# Richard Howell
Richard Howell, född 25 oktober 1754 i Newark i Kolonin Delaware, död 28 april 1802 i Trenton i New Jersey, var en amerikansk politiker. Han var guvernör i New Jersey 1793–1801.

## Tidigt liv
Howell var jurist och soldat i amerikanska armén. Han tjänstgjorde som kapten och senare major i 2:a New Jersey-regementet från 1775 till 1779. Han erbjöds tjänst som jurist för armén, men tackade nej för att arbeta som jurist i det civila. Han var biträde vid New Jerseys högsta domstol från 1778 till den 3 juni 1793.

## Guvernör
Howell efterträdde den tillförordnade guvernören Thomas Henderson som ordinarie guvernör i New Jersey den 3 juni 1793 och tjänstgjorde som sådan till den 31 oktober 1801. Han efterträddes som guvernör av Joseph Bloomfield.
Howell var farfar till Varina Davis, född Howell, andra fru till Amerikas konfedererade staters president Jefferson Davis.
Howell avled 1802 och han begravdes på Friends Burying Ground i Trenton.